# Короткий літопис Малої Росії
Короткий літопис Малої Росії ("Краткая лѣтопись Малыя Россіи с 1506 по 1776 годъ, съ изъявленіемъ настоящаго образа тамошняго правлϵнія и съ приобщеніемъ списка прежде бывшихъ гетмановъ, генеральныхъ старшинъ, полковниковъ и іерарховъ") — компілятивний твір, опублікований 1777 р. у Санкт-Петербурзі В. Рубаном на кошти колишнього гетьманського урядовця П. Хлєбникова. Присвячений малоросійському генерал-губернаторові П. Румянцеву-Задунайському. Написаний тогочасною російською літературною мовою. Одразу після видання й на початку 19 ст. був досить популярним. У 1788 р. його текст було вміщено в "Новий і повний географічний словник", а через 15 років, у 1803, з деякими відмінностями й доповненнями – у "Словник географічний". Поширювався також у рукописних копіях. В основі його першої частини лежить відредагований "Короткий опис Малоросії". Далі міститься хроніка історичних подій, що відбувалися на теренах України 1735–75 рр., списки гетьманів, генеральної старшини та полкової старшини, церковних ієрархів, а також вищих російських урядовців, які служили в Україні 1654–1764 рр. Автором цієї частини, як вважають, був О.Безбородько. При її написанні використані документи Генеральної військової канцелярії. Як додаток до "Короткого літопису Малої Росії" було видано "Землеописання Малої Росії", де зібрані відомості географічного й статистичного характеру про Лівобережну Україну в цілому й Полтавщину зокрема.
Подібно до "Короткого опису Малоросії" в "Короткому літописі Малої Росії" події української історії до 1647 року висвітлено дуже стисло. Головна увага приділена національній революції 1648–1676 і діяльності Б. Хмельницького. У структурній канві самостійної частини пам'ятки виділяються за обсягом два сюжети, присвячені гетьманству К. Розумовського й реформам П. Рум'янцева-Задунайського. Кілька уміщених до "Короткого літопису Малої Росії" матеріалів свідчать, що його укладачі мали підвищений інтерес до загальноросійської історії.
У концептуальному плані "Короткий літопис Малої Росії" обстоює автономістську версію історії України, що поєднувала в собі ідеї прав і вольностей козацтва, політичні лояльності до імперської влади та утвердження рівності козацької старшини з польською шляхтою і російським дворянством. Підкреслено шляхетське походження перших козацьких гетьманів. Головні причини польсько-українського конфлікту зведено до релігійних і соціальних утисків. Деякі описи битв козацького війська з польським військом містифіковані, козакам приписані перемоги там, де вони насправді зазнали поразки, зокрема під Берестечком 1651 (див. Берестецька битва 1651), або не досягли вирішального успіху як під Жванцем 1653 (див. Жванецька облога 1653). Робляться наголоси на правах і привілеях українського козацтва, що містяться в наданнях польсеиї королів і статтях Б. Хмельницького (це, на думку авторів, мало слугувати вагомим аргументом на користь зрівняння в правах козацької старшини з російським дворянством). В оцінках дій гетьманів – наступників Б. Хмельницького – основними критеріями є дотримання чи порушення традиційних місцевих законів і вірність чи невірність російському цареві. Особливо великі симпатії укладачів "летописи" викликає Д. Многогрішний, натомість найчорнішими барвами зображено І. Мазепу. У творі вихваляються представники російської адміністрації, у першу чергу П. Рум'янцев-Задунайський. Однак у кількох епізодах засуджуються вчинки князів Г. Ромодановського й О. Меншикова та М. Леонтьєва, пов'язані з виявом надмірної жорстокості або порушенням прав і свобод українців. З проросійських позицій пояснюється зруйнування Нової Січі. На думку укладачів, Січ з 2-ї пол. 17 ст. перетворилася на деструктивну й антисоціальну організацію, при цьому у творі наголошується на жорстокості, пияцтві й розбійництві запорожців.
"Короткий літопис Малої Росії" використовували у своїх працях М. Антоновський, Д. Бантиш-Каменський, М. Берлинський, І. Срезневський, М. Маркевич та ін.
У літературно-естетичному плані "Короткий літопис Малої Росії" належить до пам'яток класицизму.